# Bala Lake Railway
| |                                     |                                    |                                    |
| Streckenlänge: | 7,2 km                              |                                    |                                    |
| Spurweite: | bis 1965: 1435 mm seit 1984: 610 mm |                                    |                                    |
| |                                     |                                    |                                    |
| \| \| \| von Ruabon \| \| \| \| 0,0 \| Bala (Llyn Tegid) (Bala Lake Halt) \| Bala (Llyn Tegid) (Bala Lake Halt) \| \| \| \| Bryn Hynod Halt \| \| \| \| \| Llangower \| \| \| \| \| Glan Llyn Halt \| \| \| \| \| Pentrepiod Halt \| \| \| \| 7,2 \| Llanuwchllyn \| Llanuwchllyn \| \| \| \| nach Barmouth \| \| |                                     |                                    |                                    |
| Strecke (außer Betrieb) |                                     | von Ruabon                         | von Ruabon                         |
| Kopfbahnhof Strecke bis hier außer Betrieb | 0,0                                 | Bala (Llyn Tegid) (Bala Lake Halt) | Bala (Llyn Tegid) (Bala Lake Halt) |
| Haltepunkt / Haltestelle |                                     | Bryn Hynod Halt                    | Bryn Hynod Halt                    |
| Bahnhof |                                     | Llangower                          | Llangower                          |
| ehemaliger Haltepunkt / Haltestelle |                                     | Glan Llyn Halt                     | Glan Llyn Halt                     |
| Haltepunkt / Haltestelle |                                     | Pentrepiod Halt                    | Pentrepiod Halt                    |
| Kopfbahnhof Strecke ab hier außer Betrieb | 7,2                                 | Llanuwchllyn                       | Llanuwchllyn                       |
| Strecke (außer Betrieb) |                                     | nach Barmouth                      | nach Barmouth                      |

Die Bala Lake Railway (Walisisch: Rheilffordd Llyn Tegid) ist eine Museumsbahn am  Bala Lake, in Gwynedd, Nord-Wales. Die Bahn fährt auf einer  4½ Meilen (7,2 km) langen Trasse am Südufer des Lake Bala auf einer Spurweite von 610 mm mit weitgehend historischen, über 100 Jahre alten Lokomotiven.

## Geschichte
Die Strecke wurde auf einem Abschnitt der ehemaligen Linie Ruabon-Barmouth der Great Western Railway, welche 1965 stillgelegt wurde, erbaut. Der Abschnitt liegt auf dem südöstlichen Ufer des Lake Bala. Ein weiterer Abschnitt der ehemaligen Strecke wird heute als normalspurige Museumsbahn von der Llangollen Railway genutzt.

## Museumsbahnbetrieb
Die Fahrten der Museumsbahn starten im Bahnhof von Llanuwchllyn (der Ortsname bedeutet Kirche über dem See). In dieser befinden sich auch die Lokschuppen, die Werkstätten und die Büros der Gesellschaft. Endpunkt ist  Bala Lake Halt railway station bei Bala. Diese hat außer einem Fußgängerübergang, einem Rangiergleis und einem kleinen Unterstand keinerlei Infrastruktureinrichtungen und liegt etwas außerhalb von Bala. Es gibt konkrete Pläne, die Bahn in den Ort selbst zu verlängern (Stand 2018).
Die über 100 Jahre alten Dampflokomotiven heißen MAID MARIAN, HOLY WAR and ALICE. Sie wurden alle von der Hunslet Engine Company gebaut und gehören zur Alice Class. Die Bahngesellschaft besitzt für den Passagierverkehr weiterhin eine Diesellokomotive namens MERIONETH.
Am 13. April 2015 nahm der Pop-Musiker und Eisenbahnfan Pete Waterman die Dampflok WINIFRED nach einer dreijährigen Generalüberholung genau an ihrem 130. Geburtstag wieder in Betrieb. Die Lok der Hunslet Engine Company in Leeds wurde früher als Rangierlok in Porth Penrhyn und ab 1955 in der Penrhyn Quarry eingesetzt. Von dort wurde sie zusammen mit fünf weiteren Dampfloks dieses Steinbruchs 1964 in die USA verkauft. Dort gelangte sie in den Besitz von Tony Hullman, dem Besitzer einer bekannten Indy 500 Rennstrecke race circuit, auf der er sie ursprünglich ausstellte, woraufhin sie für über 40 Jahre eingelagert wurde, bis sie 2012 käuflich erworben werden konnte und nach Wales zurückkehrte.

## Sonstiges
Die Eisenbahn ist Mitglied der Great Little Trains of Wales.